# Tweehonderd voetsporen
Tweehonderd voetsporen is een hoorspel naar Mr. Pottermack’s Oversight (1930) van R. Austin Freeman. Het werd op 14 september 1963 door de BBC uitgezonden. Rob Geraerds bewerkte het en de TROS zond het uit op vrijdag 6 augustus 1971 (met een herhaling op zondag 27 augustus 1972). De regisseur was Harry Bronk. De uitzending duurde 58 minuten.

## Rolbezetting
- Bert Dijkstra (Mr. Pottermack)
- Paul van der Lek (Dr. Thorndyke)
- Han Surink (Poulton)
- Tine Medema (Mrs. Gadby)
- Willy Ruys (James Lewson)
- Eva Janssen (Alice Ballard)
- Tonny Foletta (Gallett)
- Frans Somers (inspecteur Miller)
- Frans Kokshoorn (afslager)
- Bob Verstraete (Mr. Browning)

## Inhoud
In dit verhaal pleegt de sympathieke, innemende en ondernemende Mr. Pottermack de perfecte moord, maar ontdekt dat een perfecte moord wel het laatste is wat hij wil. Dan stuit hij op de legendarische Dr. John Thorndyke, geneesheer en jurist, de doyen van de wetenschappelijke opsporing, die veel te veel blijkt te weten over wat Mr. Pottermack deed op een nacht toen er niemand was om hem te zien. Zal Dr. Thorndyke nieuwe triomfen vieren? Of zal Mr. Pottermack de dans ontspringen en uiteindelijk vrede vinden…?